# Vitalitat lingüística
La vitalitat lingüística és el grau de seguretat d'una llengua, és a dir, quina és la situació de perill d'extinció o disminució que pateix, així com les seves possibilitats d'expansió. És un indicador clau per planificar la política lingüística d'un idioma o regió.

## Graus de vitalitat
En analogia amb l'estat de conservació de les espècies vives, s'han establert diferents graus de vitalitat d'una llengua, segons consta a l'Atles interactiu UNESCO de les llengües del món en perill, atenent sobretot al grau de transmissió intergeneracional: llengües segures, llengües vulnerables (quan hi ha una situació de diglòssia), llengües amenaçades (quan es deixa d'aprendre a les llars de manera habitual), llengües severament amenaçades, llengües críticament en perill o idiomes extingits (el que s'anomena llengua morta).

## Factors avaluatius
Segons la UNESCO s'ha de mesurar pels següents factors:
- nombre total de parlants
- grau de transmissió intergeneracional
- actitud de la comunitat de parlants respecte a la llengua
- proporció de parlant de la població total del territori
- disponibilitat de materials educatius en aquell idioma
- canvis en els àmbits d'ús
- actitud del govern i les institucions
- presència en nous àmbits i mitjans de comunicació
- quantitat i qualitat de la documentació existent

## Escala de classificació
Atenent als graus de vitalitat i als factors de risc que amenacen un idioma, es poden establir determinades categories generals que permeten realitzar una escala de llengües de manera orientativa (circumstàncies particulars poden canviar el grau de vitalitat d'una llengua).
Una llengua es considera segura quan no hi ha interrupció de transmissió de pares a fills i tots els membres de la comunitat la coneixen. Les llengües segures poden trobar-se a mitjans de comunicació i a la xarxa de manera senzilla. Existeixen estudis gramaticals, una norma fixa i material educatiu accessible.
Els idiomes adquireixen una situació de vulnerabilitat si els fills usen la llengua de manera fluïda en determinats contextos però no en tots o si hi ha un sector de la població creixent que no accedeix a l'idioma dins un mateix territori. Igualment pot esdevenir vulnerable la llengua que és abandonada o minoritzada dins l'ensenyament i l'administració, ja que afavoreix la diglòssia entre els seus parlants, que restringeixen la llengua materna a entorns simbòlics, privats o informals.
La llengua passa a estar amenaçada si els infants entenen la llengua però no l'usen habitualment per respondre a pares i avis, essent els pares l'última generació activa en la parla. El bilingüisme passiu porta a la cessació de la transmissió generacional. Sovint queda al marge de les innovacions socials o tecnològiques. Si s'ensenya a l'educació formal, es fa de manera reduïda en el temps i no com a llengua vehicular de l'escola o bé no compta amb accés a l'escriptura. En casos de gran vacil·lació normativa, s'empitjora l'estatus de la llengua.
Una parla severament amenaçada ha interromput la transmissió generacional, de manera que els pares poden entendre els avis però no ensenyen l'idioma als fills ja que no el consideren prou útil. També corre perill si el nombre de parlants és massa reduït, en especial dins una comunitat major que usi un altre idioma. Sovint aquesta llengua queda relegada a aspectes religiosos, formals o expressions casolanes, sense que es pugui usar per als usos quotidians o d'ascens social. No s'ensenya a parlar i llegir en aquesta llengua a l'educació formal. Pot haver-hi pressió des del govern per al seu abandonament. La documentació sobre i en aquesta llengua és escassa o obsoleta.
Es considera que un idioma està en estat crític si només els més ancians recorden la llengua i no poden emprar-la de manera habitual. Pot romandre associada a aspectes religiosos o històrics, però no forma part del dia a dia del grup i no admet nous usos o nous entorns i mitjans. S'accelera en casos de persecució lingüística on el govern busca activament que desaparegui o es limiti a usos privats. Els idiomes més en perill no compten amb estudis suficients, ni una gramàtica oficial o documentació multimèdia per al seu aprenentatge.
Una llengua està extinta si ja no es parla a cap comunitat.